# سياحة الكشروت
سياحة الكشروت هي سياحة موجهة في الغالب نحو اليهود الأرثوذكس. تشمل أماكن الإقامة في هذه الوجهات أطعمة حلال حسب الشريعة اليهودية, وتقع على مسافة قريبة من المعابد الأرثوذكسية. غالبًا ما تتوفر في الرحلات الجوية إلى هذه الوجهات وجبات طعام حلال حسب الشريعة اليهودية.

## رحلة العطلة
يتم توجيه العديد من باقات إجازة الكوشر نحو الأعياد اليهودية على مدار العام بما في ذلك عيد الفصح وعيد العرش وحانوكا. في إسرائيل, المدارس في إجازة ويستغل الآباء وقت الفراغ للسفر داخل الدولة أو في الخارج. المدارس الدينية في أجزاء أخرى من العالم أيضا فترة عطلة خلال هذه الأعياد المعروفة باسم BEIN Hazmanim.

### عيد الفصح
الفئة الفرعية الموسمية لصناعة السياحة كوشير هي السفر لعيد الفصح, وهي فترة أسبوع تتضمن, بخلاف ذلك, إعدادًا خاصًا للمنزل والمطبخ. وهي تشمل المصممة خصيصا رحلات شاملة للجميع عيد الفصح والمنتجعات.

### عيد العرش
تتضمن عطلة عيد العرش التي تستمر لمدة أسبوع الحاجة إلى تناول وجبات الطعام والنوم في السكة التي ستبنيها الوجهات والمواقع التي ترغب في جذب اليهود الملتزمين, إما لتناول الطعام فقط أو للاستخدام طوال الليل أيضًا.

### حانوكا
خلال عطلة هانوكا, تشتهر أماكن مثل موديعين لأولئك الذين يرغبون في رؤية المواقع التاريخية حيث وقعت العديد من الأحداث التي أدت إلى ثورة المكابيين.

## سياحة الحريديم
فئة فرعية أخرى من صناعة السياحة كوشير هي المنتجات السياحية الموجهة نحو مجتمع الحريديم. هذا الجزء من صناعة السياحة كوشير لديه قاعدة عملاء محتملة لحوالي 800,000 أسرة. تشمل الجوانب المهمة لهذا الجزء من الصناعة ساعات منفصلة للرجال والنساء في حمامات السباحة والشواطئ وقد تزيل الفنادق أجهزة التلفزيون أو الوصول إلى الإنترنت من الغرف والردهة.